# Kill the Power
Kill The Power (в пер. с англ. Подавить мощь) — пятый студийный альбом британской регги-рок-группы Skindred, выпущенный 27 января 2014 года.

## Об альбоме
Диск был анонсирован на сайте Metal Hammer 29 апреля 2013 года. В сообщении солист и лидер Skindred Бенжи Уэббе написал следующее:
«„Kill The Power“ наш пятый студийный альбом… Мы очень рады, что теперь можем взорвать этой бомбой весь мир! „Kill The Power“ показывает, что всем вокруг надоело быть слабыми и они хотят пойти и уничтожить всех тех, кто угнетает и удерживает их! Используйте этот альбом в качестве фона для преодоления себя и взятия жизнь в свои руки! Мы не боремся с силой — мы несомненно подавляем её!!».
Дэн Пагсли по поводу названия альбома сказал: «Это больше идея того, что в жизни у нас есть вещи, которые стоят как барьеры, это могут быть отношения или привычки и всё, что стоит рядом с этими вещами…»

## Список композиций
Слова и музыка всех песен — Skindred, за исключением отмеченного.
| №                   | Название                              | Автор(ы)               | Длительность |
| ------------------- | ------------------------------------- | ---------------------- | ------------ |
| 1.                  | «Kill The Power»                      |                        | 4:35         |
| 2.                  | «Ruling Force»                        |                        | 3:52         |
| 3.                  | «Playing with the Devil»              |                        | 4:19         |
| 4.                  | «Worlds on Fire»                      |                        | 3:31         |
| 5.                  | «Ninja»                               |                        | 4:31         |
| 6.                  | «The Kids Are Right Now»              |                        | 4:30         |
| 7.                  | «We Live»                             | Skindred, Расс Баллард | 4:05         |
| 8.                  | «Open Eyed» (совместно с Дженной Джи) | Skindred, Дженна Джи   | 4:42         |
| 9.                  | «Dollars and Dimes»                   |                        | 3:48         |
| 10.                 | «Saturday»                            | Skindred, Расс Баллард | 3:59         |
| 11.                 | «Proceed with Caution»                |                        | 3:18         |
| 12.                 | «More Fire»                           | Skindred, Расс Баллард | 3:22         |
| Общая длительность: | Общая длительность:                   | Общая длительность:    | 48:35        |

| №                   | Название            | Длительность |
| ------------------- | ------------------- | ------------ |
| 13.                 | «Ghetto Long Time»  | 4:10         |
| 14.                 | «All Fall Down»     | 4:06         |
| Общая длительность: | Общая длительность: | 56:52        |

| №                   | Название                         | Длительность |
| ------------------- | -------------------------------- | ------------ |
| 13.                 | «Re-Education (совместно с MAH)» | 3:40         |
| Общая длительность: | Общая длительность:              | 52:15        |

## Участники записи
| Skindred - Бенжи Уэббе — вокал, клавишные - Дэн Пагсли — бас-гитара - Mikeydemus — гитара, бэк-вокал - Арья Гоггин — ударные | Дополнительный персонал - Студия Stronghold — пре-продакшн - Джеймс Лугхрей — продюсирование, микширование, программирование - Дженна Джи — вокал («Open Eyed») - Девиде Венко — инженер - Кори Мур — ассистент инженера - Блейр Годдард — ассистент инженера - Тим Фокс — оформление |